# NGC 5765
NGC 5765 é uma galáxia espiral (Sab) localizada na direcção da constelação de Virgo. Possui uma declinação de +05° 06' 53" e uma ascensão recta de 14 horas, 50 minutos e 51,6 segundos.
A galáxia NGC 5765 foi descoberta em 24 de Abril de 1830 por John Herschel.